# لين موريس (موسيقية)
لين موريس (بالإنجليزية: Lynn Morris)‏ هي موسيقية أمريكية، ولدت في 8 أكتوبر 1948.

## وصلات خارجية
- لين موريس على موقع ميوزك برينز (الإنجليزية)
- لين موريس على موقع أول ميوزيك (الإنجليزية)
- لين موريس على موقع ديسكوغز (الإنجليزية)